# Portiera

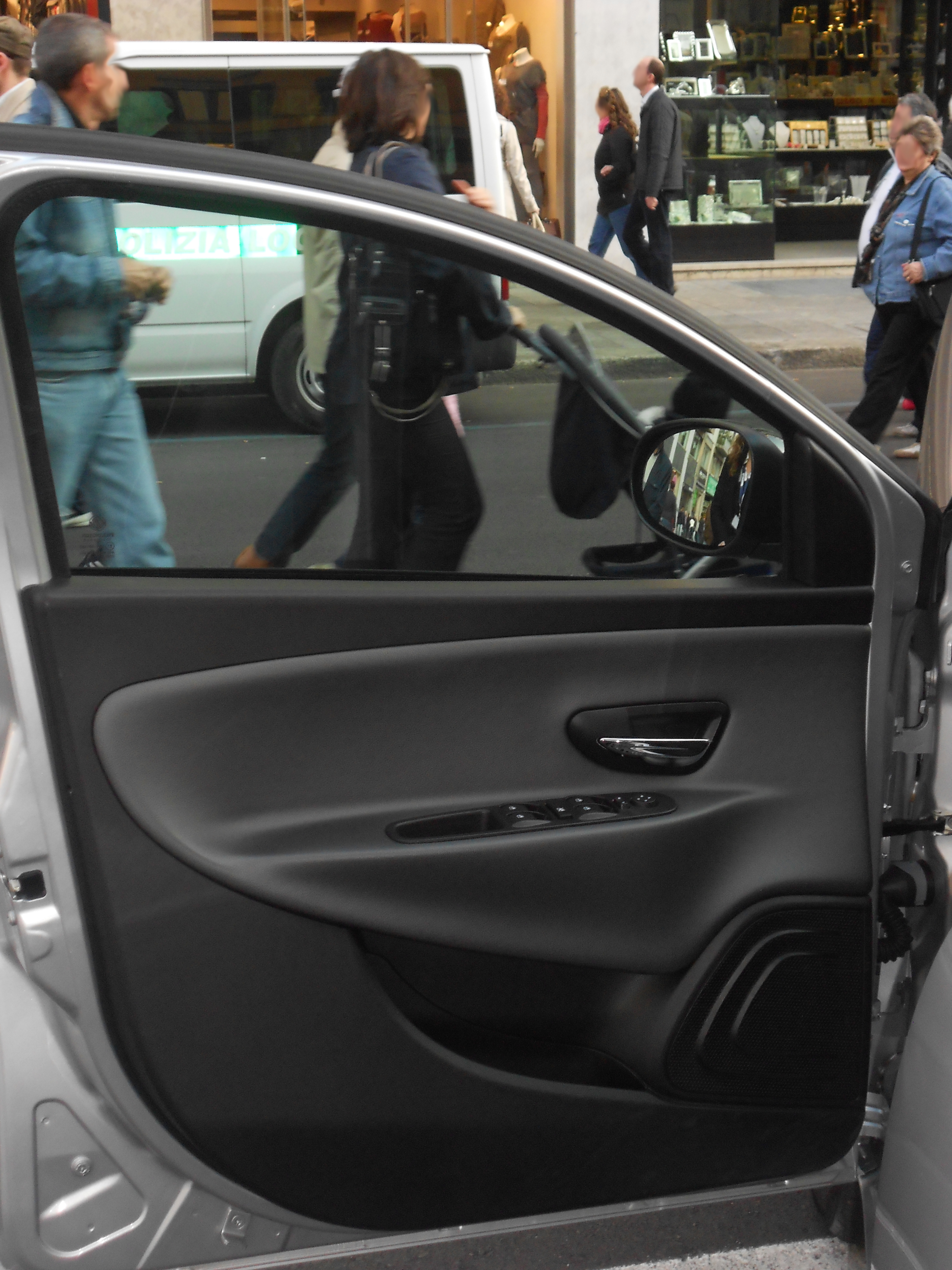
Pannello interno della portiera di una moderna automobile (Lancia Ypsilon del 2011).

La portiera, detta anche sportello, in ambito stradale e non solo, è la porta che serve per entrare nell'abitacolo di un determinato mezzo. Col termine "portellone" si identifica invece la porta posteriore, ovvero quello che integra il lunotto e permette l'accesso diretto al bagagliaio dall'esterno.

## Descrizione

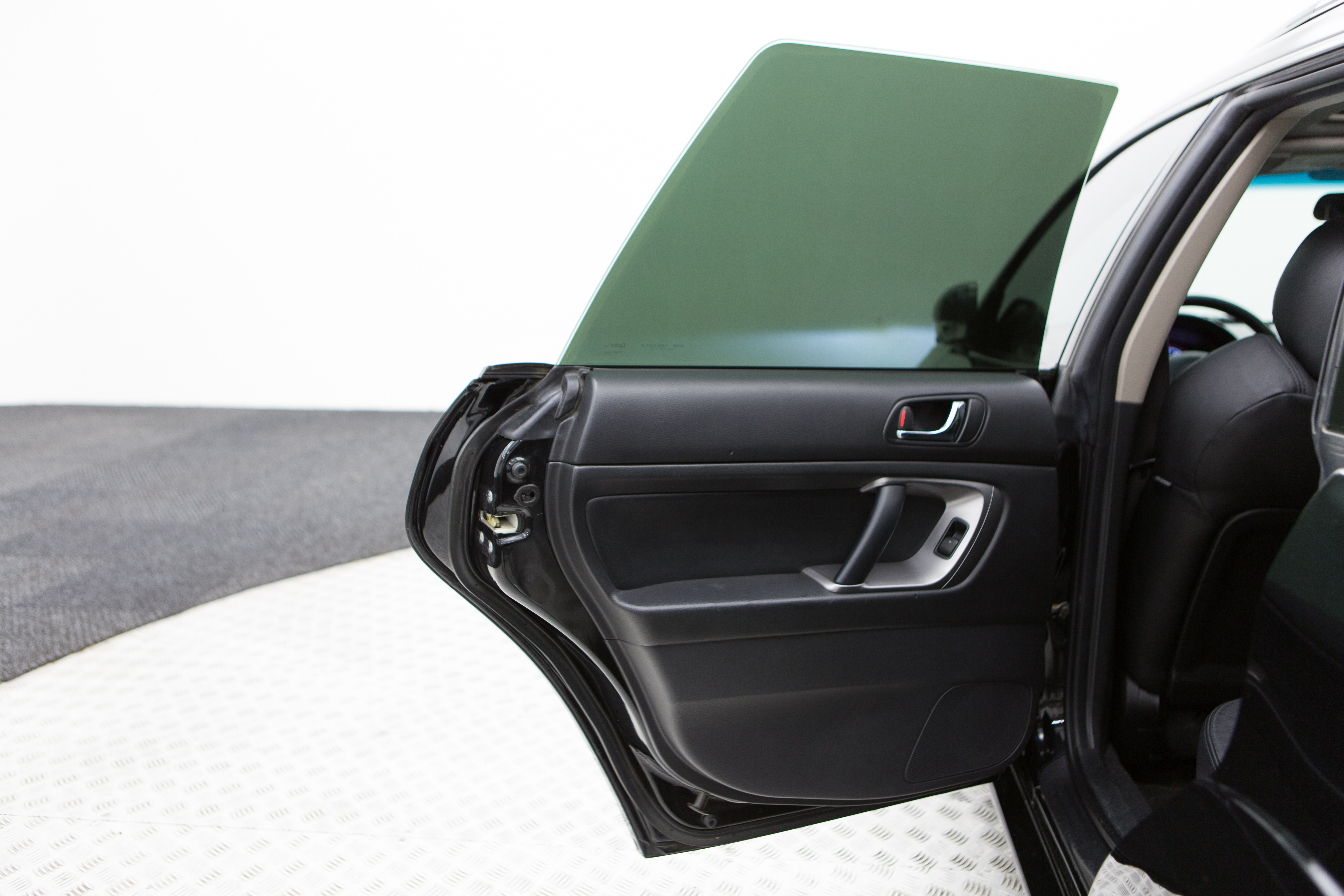
Pannello interno della portiera con finestrino a scomparsa di una moderna automobile (Subaru Outback terza serie)

La portiera è del tutto paragonabile alla porta di un'abitazione, caratterizzata da una struttura rigida, la quale è munita di un cristallo che può avere una cornice (la portiera ha un anello in cui scorre e alloggia il finestrino) o essere a scomparsa (la portiera supporta il finestrino solo dalla parte inferiore del vetro), che permettere una visione esterna, di una maniglia per la sua apertura e di un sistema di bloccaggio.

## Tipologia
La portiera può essere aperta in diversi modi:
- Classica, la porta si apre ruotando verso l'anteriore del veicolo
- Incernierata posteriormente, chiamata anche porta "a vento", si apre ruotando verso il posteriore del veicolo, questa soluzione veniva usata principalmente per le portiere anteriori, ma ci sono stati casi di uso nelle portiere posteriori, utilizzando la soluzione classica per le anteriori, il che portava ad avere una grande apertura agevole, ma che indeboliva la struttura del telaio/scocca del mezzo e per questo motivo è stata abolita in Europa a partire dagli anni '60 come imposto dalla ECE R11. Nel millennio successivo questa soluzione è stata ripresentata, ma con l'aggiunta del montante, in modo da avere delle caratteristiche meccaniche del tutto paragonabili alle altre.[1]
- Ali di gabbiano, la cerniera è posta nella parte superiore della portiera
- Portiera scorrevole, la portiera non si apre tramite una cerniera, ma scorre lungo un binario, generalmente scorre orizzontalmente, ma esiste una variante a scomparsa che scorre verticalmente, come nel caso della BMW Z1.
- Apertura a carlinga o a baldacchino o canopy, la portiera costituisce la parte superiore dell'abitacolo, la quale può scorrere o ribaltarsi per dare accesso all'abitacolo.
- A serramanico, la portiera si apre tramite una cerniera posta anteriormente, ruotando la porta in avanti e non lateralmente
- A farfalla, la portiera si apre tramite una cerniera posta anteriormente, ruotando la porta in avanti e non lateralmente, facendole anche ruotare verso l'interno

## Apertura
Le portiere possono essere aperte in diversi modi:
- Maniglia, sistema più usato per l'apertura esterna
- Leva, utilizzate principalmente per le aperture dall'interno, mentre per l'uso esterno viene utilizzato sulle portiere posteriori, il che le rende integrate al mezzo
- Corda, sistema usato per alcuni mezzi per il secondo portellone posteriore, come nel caso della Fiat Panda 750 Van

## Accorgimenti
La portiera può essere dotata di:
- Spia di mancata chiusura, se la portiera rimane aperta o non si chiude bene si ha una segnalazione acustica e/o visiva che mette in allarme il guidatore
- Alzacristalli, dispositivo che serve ad azionare i cristalli della portiera
- Banda antiurto, banda che serve ad evitare sportellate sulla vernice della portiera
- Barre anti-intrusione, dispositivi che servono a irrigidire la portiera ed evitare il suo collasso durante un urto
- Cassa acustica
- Catarifrangenti e/o dispositivo luminoso, per permettere una visione dello sportello aperto ai veicoli che sopraggiungono
- Chiusura centralizzata, tramite la chiusura della singola serratura, si ha la chiusura di tutte le porte.
- Disabilitazione apertura interna, dispositivo utile nel caso di trasporto di bambini piccoli, il quale impedisce l'apertura accidentale della portiera dall'interno dell'abitacolo con il veicolo in corsa
- Fermaportiera, sistema che serve a mantenere la posizione di apertura della portiera, generalmente è possibile tenerla aperta in diverse posizioni.
- Guaina isolante, serve per evitare l'intrusione d'acqua nell'abitacolo
- Portacenere, alcune portiera sono dotate di portacenere per le sigarette
- Portaoggetti, tasca che serve ad accogliere oggetti
- Specchietto retrovisore, nella maggior parte dei veicoli a quattro ruote si hanno tali dispositivi su questa parte dell'auto

## Galleria d'immagini

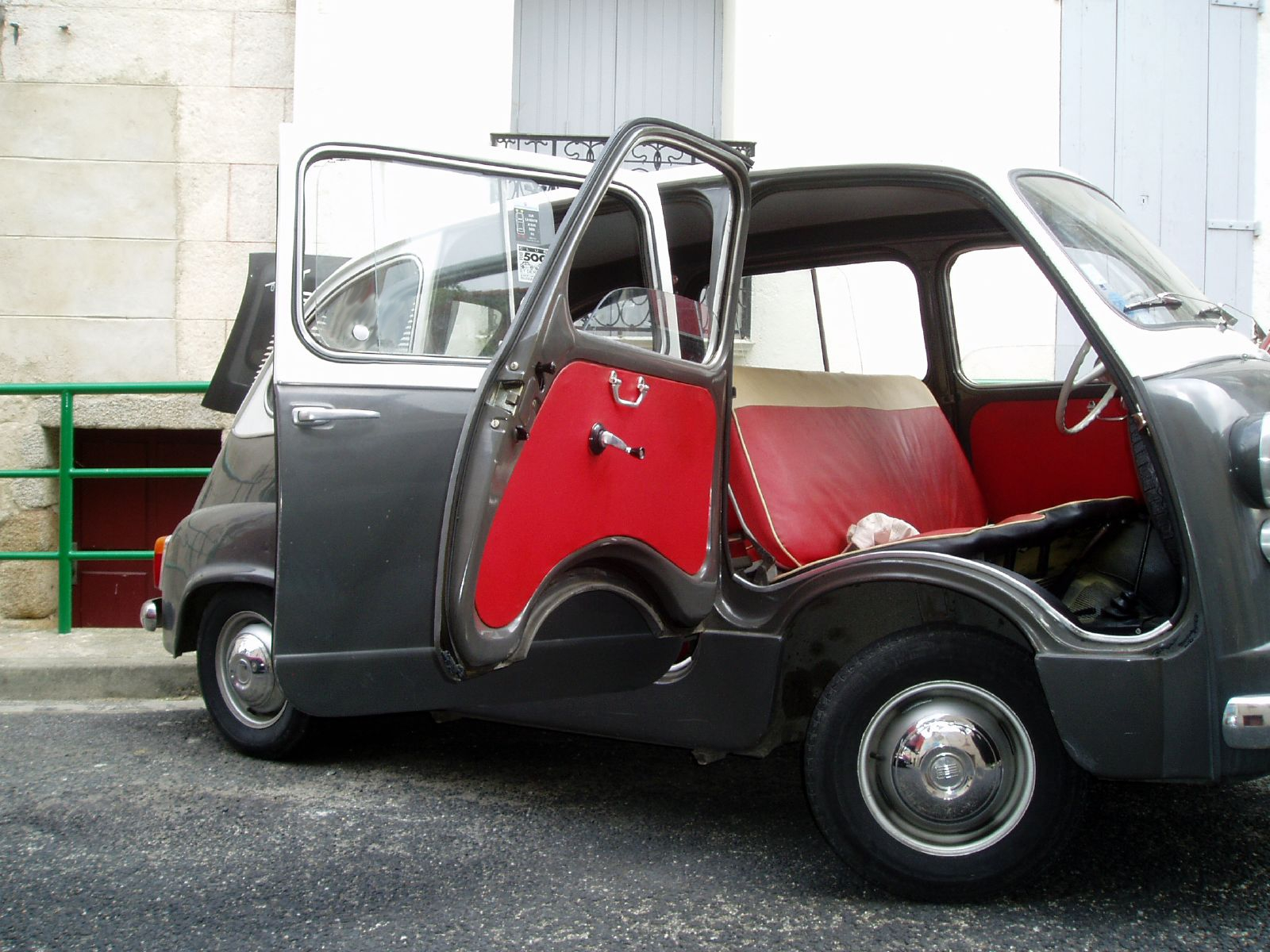
La Fiat 600 Multipla, con portiere anteriori controvento e posteriori classiche.
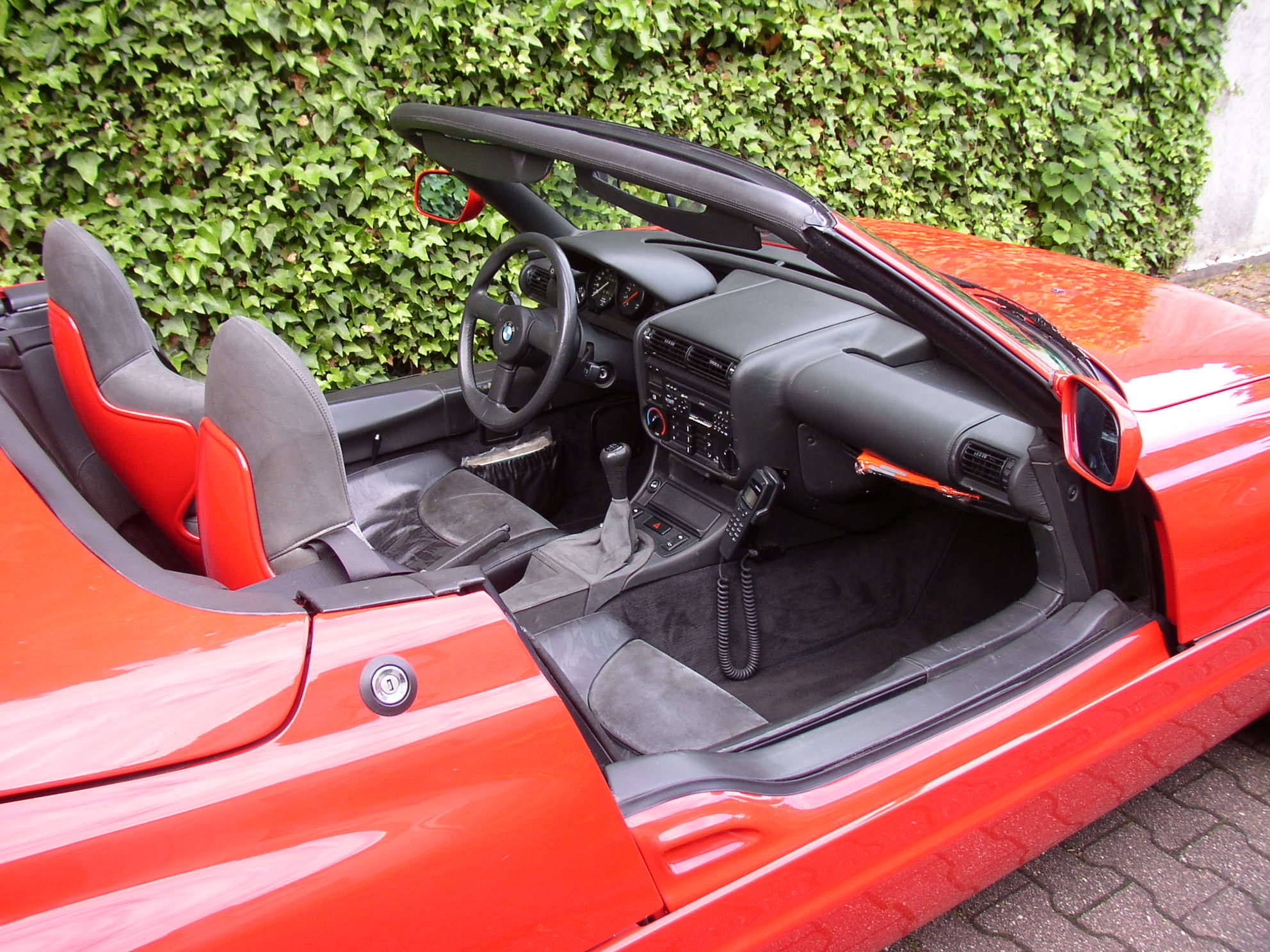
Apertura scorrevole in basso
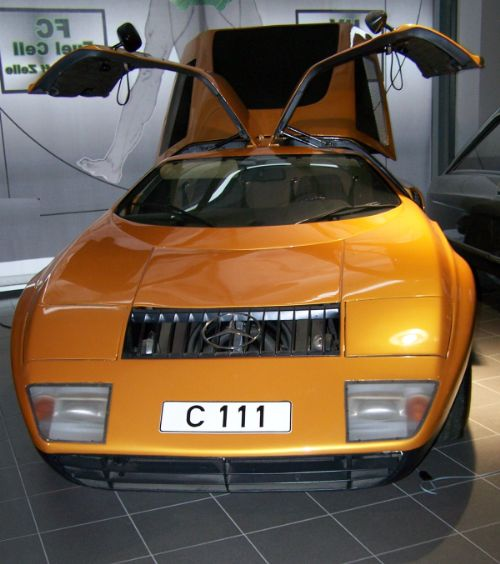
Apertura ad ali di gabbiano
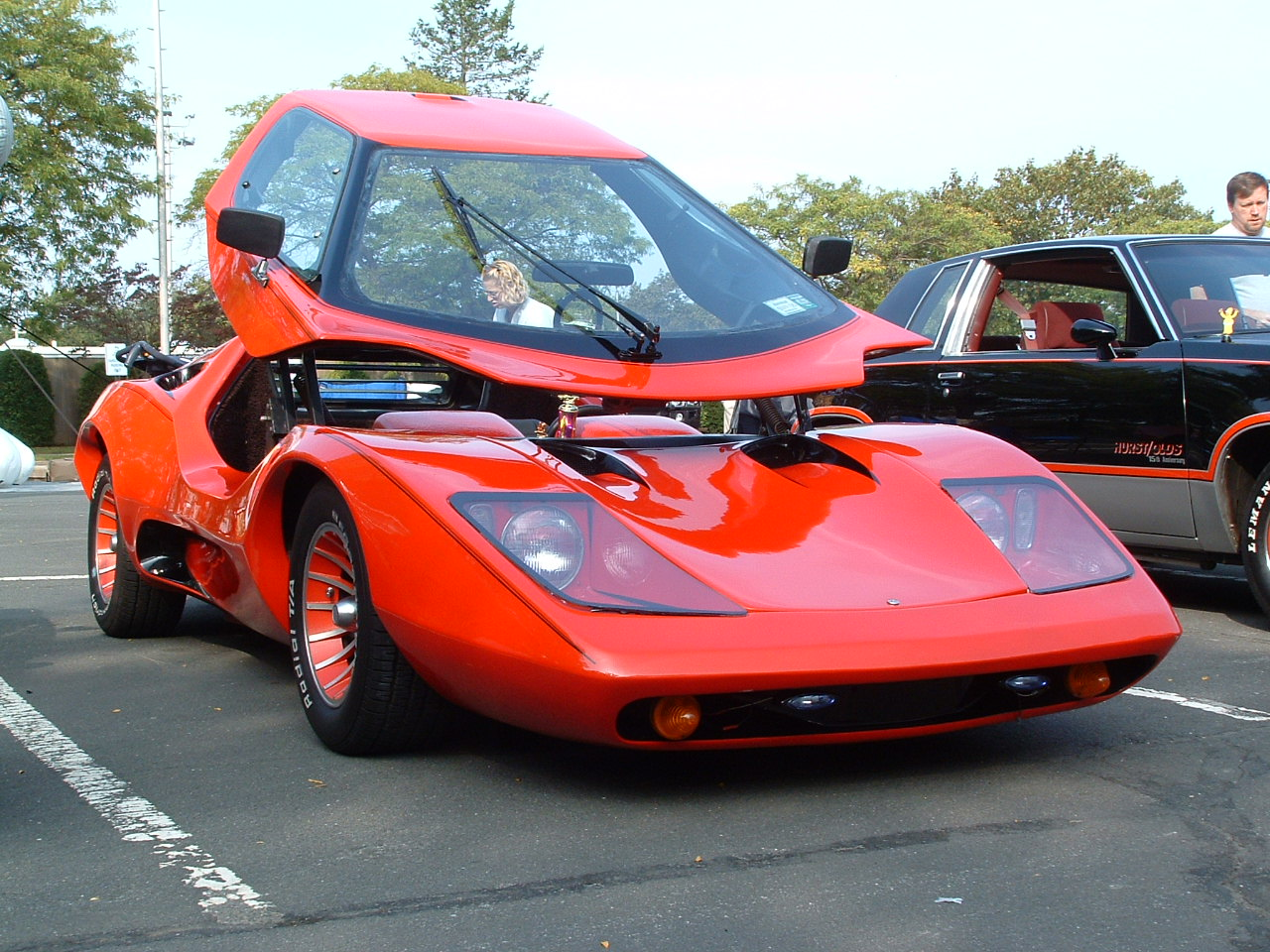
Sterling Nova con apertura a carlinga
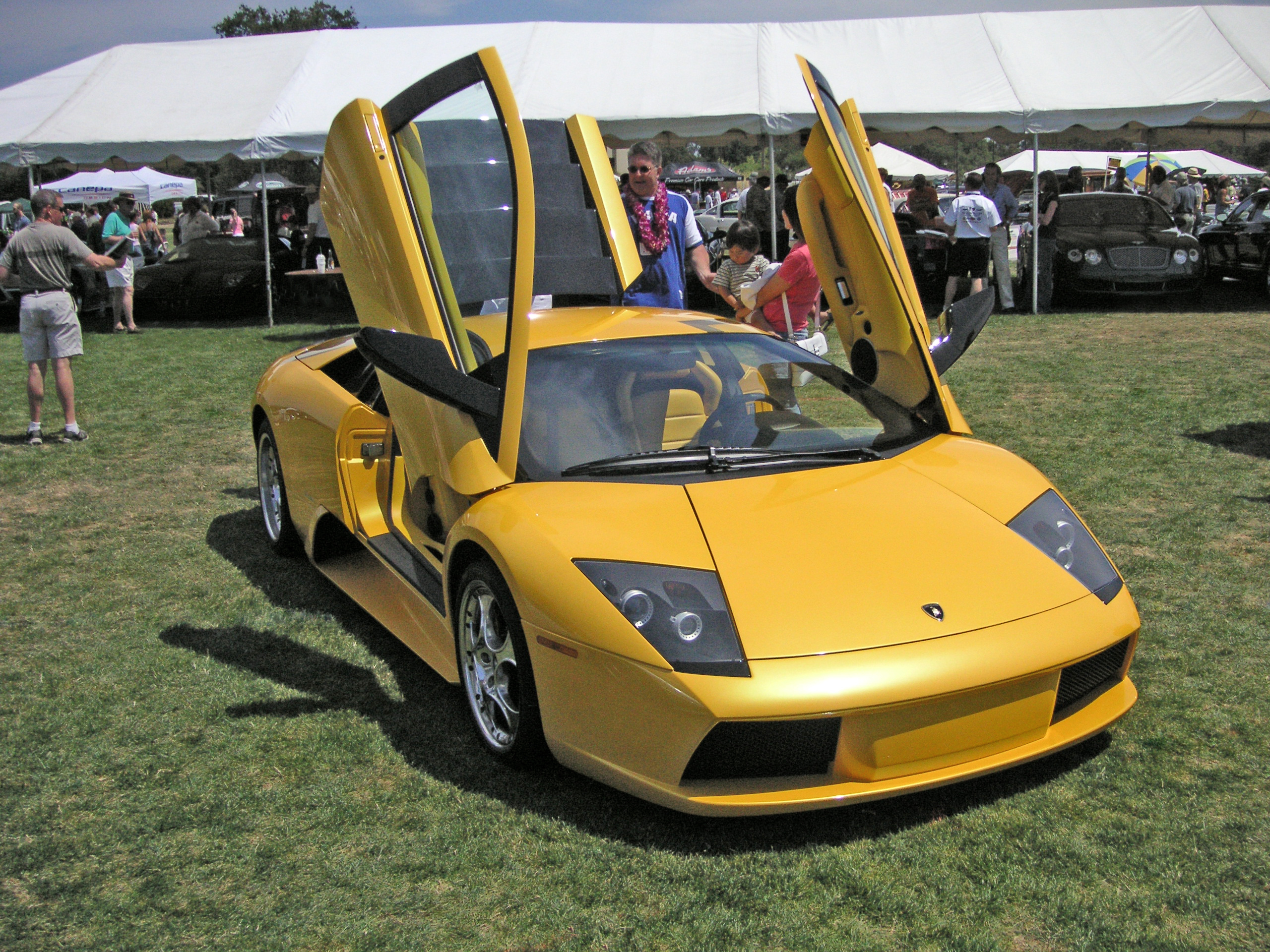
Auto con apertura a serramanico
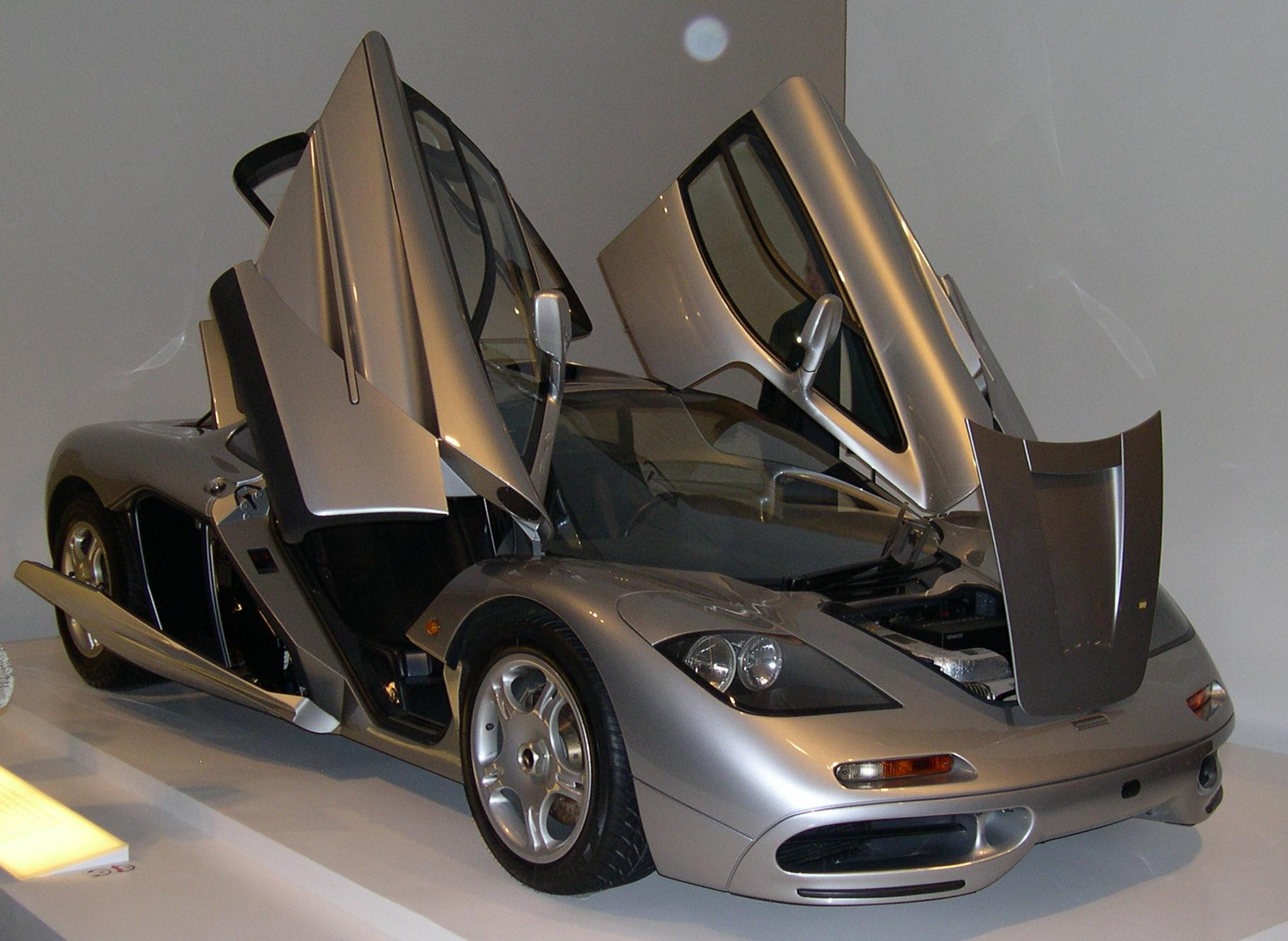
Auto con apertura a farfalla